# Lethrus carinatus
Lethrus carinatus är en skalbaggsart som beskrevs av Nikolajev 1976. Lethrus carinatus ingår i släktet Lethrus och familjen tordyvlar. Inga underarter finns listade i Catalogue of Life.